# Alfred Vail
Alfred Lewis Vail, cunoscut mai ales ca Alfred Vail, (n. 25 septembrie 1807 – 18 ianuarie 1859) a fost un specialist în prelucrarea metalelor și un inventator american. A fost partenerul lui Samuel F. B. Morse la dezvoltarea invenției telegrafului. După demostrația publică pe care Morse a făcut-o spre a ilustra funcționarea telegrafului, în ziua de 2 septembrie 1837, Vail a continuat să colaboreze cu Morse la perfecționarea multor dispozitive și instrumente, în special a releului.
Născut în Morristown, New Jersey, Vail este îndeobște cunoscut pentru contribuția sa esențială la dezvoltarea codului sau alfabetului Morse într-o formă asemănătoare cu cea pe care o cunoaștem azi. Pentru a putea folosi echipamentul inventat în forma sa originală, Samuel Morse a realizat un dicționar care urma să faciliteze codificarea la transmiterea mesajului, respectiv decodificarea la recepționarea acestuia. Acest dicționar a fost folosit în demonstrațiile sale publice din 1838.
De asemenea în 1838, colaborând cu Morse, Alfred Vail a dezvoltat efectiv atât partea de codificare și decodificare a mesajului cât și echipamentul practic (pe baza prototipului invenției lui Morse) care realiza transmiterea.
Astăzi există un număr crescând de fapte care conduc la concluzia că rolul lui Vail în realizarea efectivă a telegrafului, dar mai ales în inventarea a ceea ce numim azi alfabetul lui "Morse" a fost mult mai important decât a fost cunoscut de-a lungul timpului. Se pare că Vail este unul din acei inventatori care a fost creditat cu foarte puțin, în timp ce meritele morale și materiale au fost culese de altcineva. Desigur, Morse și urmașii acestuia au susținut contrariul.
Vail a murit sărac și practic uitat, după ce și-a vândut partea sa de invenție și drepturi la un preț ridicol de mic, puternic subevaluat. Contribuția sa esențială la inventarea codului a fost făcută publică doar după moartea sa de către văduva sa, Amanda.